# Giovanni Battista Amici
Giovanni Battista Amici fue un astrónomo, óptico y naturalista italiano. Nació en Módena el 25 de marzo de 1786 y murió en Florencia el 10 de abril de 1863.
Hizo importantes descubrimientos en el campo de la óptica, especialmente en la microscopía, si bien construyó telescopios tanto refractores como reflectores, prismas reflectores, y muchos otros instrumentos ópticos. Entre sus logros destaca la invención de la técnica del microscopio de inmersión, y de los prismas que llevan su nombre.

## Biografía

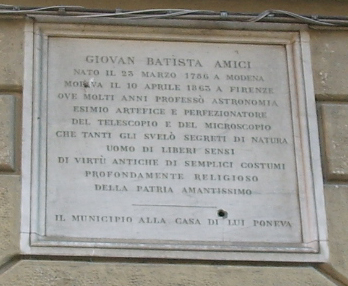
Placa conmemorativa de Giovanni Battista Amici, palacio Amici-Demidoff (Florencia)

En 1802 ingresó en la carrera de ingeniero-arquitecto en la universidad de Bolonia. Estudió Matemáticas con Paolo Ruffini, célebre por su teoría de ecuaciones. En 1807 se graduó y se casó con Teresa Tamanini, con la que tuvo tres hijos. Fue nombrado profesor de geometría y álgebra en la escuela secundaria de Módena en 1810. Cinco años más tarde, en 1815, tras la liberación del dominio de Napoleón se reabre la Universidad de Modena y Reggio Emilia, donde se hizo cargo de la enseñanza de geometría, álgebra y trigonometría esférica hasta 1825, cuando fue nombrado profesor de astronomía y director del observatorio en el Museo Real de Florencia reclamado por el Gran Duque Leopoldo II como sucesor del astrónomo francés Jean-Louis Pons.
Sus principales intereses eran la óptica y la astronomía, pero también estudió ciencias naturales. Desde 1825 se inició la construcción de instrumentos ópticos realizando numerosas microscopios y telescopios de la más alta calidad. También ideó el dipleidoscopio, un instrumento diseñado para determinar con exactitud el mediodía observando el sol. Finalmente, en 1859, fue nombrado profesor honorario de astronomía, y se le dio la tarea de efectuar observaciones microscópicas en el Museo Real de Física e Historia Natural de Florencia. Sus propios avances en microscopía, le sirvieron para introducirse en el campo de la botánica, la histología y la fitopatología.
Su fama, sin embargo, está ligada a sus estudios e invenciones en el campo de la óptica: en este sentido es especialmente notable el prisma de visión directa, que lleva su nombre. En microscopía inventó el primer modelo realmente práctico de objetivo de inmersión. Estas innovaciones técnicas le permitieron corregir los problemas de observación asociados a la aberración cromática, marcando un hito en la biología del siglo XIX: la mejora de la microscopía óptica, de hecho, permitió la afirmación de la teoría celular.
Permaneció en Florencia hasta su muerte en 1863, cuatro años después de retirarse.

## Legado
Algunos de los numerosos instrumentos ópticos construidos por Amici -entre ellos, unos 300 microscopios- son conservados en museos y fundaciones científicas de Italia y de otros países; de forma particular un nutrido conjunto de microscpios y de telescopios son visibles en las salas del Museo Galileo, que también conserva una parte de la biblioteca privada de Amici La mayor parte de sus escritos están reunidos en la Biblioteca Estense di Modena.

## Honores
- Caballero de la Orden de San José
- Caballero de la Orden de los Santos Mauricio y Lázaro
- El telescopio del "Observatorio de Arcetri" en Florencia (que ahora se utiliza solo para labores de ciencia básica y para la educación), lleva el nombre de Amici.
- El cráter lunar Amici lleva este nombre en su honor.[5]
- El asteroide (3809) Amici también lleva el nombre del óptico italiano.[6]

### Epónimos
- (Fabaceae) Amicia Kunth
- (Rosaceae) Rosa amici Gand.[7]

- (Rosaceae) Rubus amici Gand.[8]
- La abreviatura «Amici» se emplea para indicar a Giovanni Battista Amici como autoridad en la descripción y clasificación científica de los vegetales.[9]